# Natabuela
Els natabuela constitueixen un dels pobles ètnics de la nacionalitat indígena kichwa de l'Equador. Habiten principalment en el cantó Antonio Ante de la província d'Imbabura, a la Sierra nord equatoriana.

## Història
Sobre l'origen del poble Natabuela i el seu etnónimo es tenen dues versions: d'una banda, que va poder provenir d'algun grup humà cayapa provinent de Maragdes, perquè en aquesta llengua barbocoana, nata significaria «ancestres» i buela, unitat col·lectiva. L'altra hipòtesi sosté que el poble seria fruit del mestissatge indígena caranqui-inca, i que «Natabuela» significaria en quítxua «aborigen del bosc».
DDurant la Colònia i gran part de la vida republicana de l'Equador, fins a l'època de la Reforma Agrària, la major part de les generacions anteriors de l'actual poble van treballar com a peons de la hisenda Anafo. La seva aportació també va ser indispensable en la construcció d'un tram del ferrocarril de la Revolució Liberal i de la carretera Ibarra-Quito.

## Ubicació geogràfica
Es troben assentats en 17 comunitats de la província de Imbabura, en les següents parròquies:

### Cantó Antonio Ante
- San Francisco de Natabuela
- Andrade Marín
- San José de Chaltura

### Cantó Ibarra
- San Antonio de Ibarra

## Pràctiques productives
L'agricultura és la principal activitat d'aquest poble, destacant el cultiu de blat de moro, hortalisses i altres cereals. S'exerceixen a més com a obrers de construcció i artesans en les veïnes ciutats d'Ibarra i Atuntaqui, on també han contribuït com a mà d'obra del sector tèxtil.

## Pràctiques culturals i tradicions
El poble Natabuela ha abandonat l'ús de la llengua quítxua, a diferència de les altres comunitats indígenes de Imbabura i la Serra equatoriana. No obstant això, no han deixat altres pràctiques i celebracions, com l'Inti Raymi o festa del solstici d'hivern de l'hemisferi sud, o altres festivitats sincréticas com a Setmana Santa, Corpus Christi o la festa de la Verge del Carmen.
La indumentària tradicional natabuela és un dels símbols més visibles d'aquest poble. Destaca per l'ocupació per part dels homes d'un barret de llana premsada i ala ampla, molt semblant en proporció al barret charro mexicà, que complementen amb una camisa i pantalons blancs, amb ponxos de colors rosat i celeste. Les dones empren bruses bordades de colors vius.
La medicina tradicional o Jambi Yachak és una altra pràctica que s'ha preservat, igual que la minga o treball comunitari.